# Hedyotis cathayana
Hedyotis cathayana är en måreväxtart som beskrevs av Wan Chang Ko. Hedyotis cathayana ingår i släktet Hedyotis och familjen måreväxter. Inga underarter finns listade i Catalogue of Life.